# Nitocra elongata
Nitocra elongata är en kräftdjursart som beskrevs av Ernst Marcus 1968. Nitocra elongata ingår i släktet Nitocra och familjen Ameiridae. Inga underarter finns listade i Catalogue of Life.